# Tudor Pro Cycling Team/2023
Deze pagina geeft een overzicht van de wielerploeg Tudor Pro Cycling Team in 2023.

## Algemeen
Hoofdsponsor: Tudor
Algemeen manager: Raphael Meyer
Teammanager: Ricardo Scheidecker
Ploegleiders: Sylvain Blanquefort, Claudio Cozzi, Sebastian Deckert, Morgan Lamoisson, Marcel Sieberg, Boris Zimine
Fietsmerk: BMC

## Renners
| Naam                     | Geboortedatum | Nationaliteit | Ploeg 2022                   |
| ------------------------ | ------------- | ------------- | ---------------------------- |
| Tom Bohli                | 17-01-1994    | Zwitserland   | Cofidis                      |
| Nils Brun                | 14-06-2000    | Zwitserland   |                              |
| Aloïs Charrin            | 08-09-2000    | Frankrijk     |                              |
| Arvid de Kleijn          | 21-03-1994    | Nederland     | Human Powered Health         |
| Jacob Eriksson           | 01-10-1999    | Zweden        | Riwal Cycling Team           |
| Lucas Eriksson           | 10-04-1996    | Zweden        | Riwal Cycling Team           |
| Robin Froidevaux         | 17-10-1998    | Zwitserland   |                              |
| Mika Heming              | 06-04-2000    | Duitsland     | ATT Investments              |
| Alexander Kamp           | 14-12-1993    | Denemarken    | Trek-Segafredo               |
| Petr Kelemen             | 18-11-2000    | Tsjechië      |                              |
| Arthur Kluckers          | 15-03-2000    | Luxemburg     | Leopard Pro Cycling          |
| Sebastian Kolze Changizi | 29-12-2000    | Denemarken    | Team ColoQuick               |
| Simon Pellaud            | 06-11-1992    | Zwitserland   | Trek-Segafredo               |
| Rick Pluimers            | 07-12-2000    | Nederland     | Jumbo-Visma Development Team |
| Sébastien Reichenbach    | 29-05-1989    | Zwitserland   | Groupama-FDJ                 |
| Joël Suter               | 25-10-1998    | Zwitserland   | UAE Team Emirates            |
| Roland Thalmann          | 05-08-1993    | Zwitserland   | Team Vorarlberg              |
| Yannis Voisard           | 26-07-1998    | Zwitserland   |                              |
| Hannes Wilksch*          | 30-10-2001    | Duitsland     | Tudor Pro Cycling Team U23   |
| Luc Wirtgen              | 07-07-1998    | Luxemburg     | Bingoal Pauwels Sauces WB    |
| Maikel Zijlaard          | 01-06-1999    | Nederland     | VolkerWessels Cycling Team   |

* Vanaf 5/8

### Vertrokken
| Naam            | Geboortedatum | Nationaliteit       | Ploeg 2023                 |
| --------------- | ------------- | ------------------- | -------------------------- |
| Alex Baudin     | 25-05-2001    | Frankrijk           | AG2R-Citroën               |
| Filippo Colombo | 20-12-1997    | Zwitserland         | Q36.5 Pro Cycling Team     |
| Robin Donzé     | 06-11-2003    | Zwitserland         | Tudor Pro Cycling Team U23 |
| Ruben Eggenberg | 15-03-2000    | Zwitserland         | ?                          |
| Sean Flynn      | 02-03-2000    | Verenigd Koninkrijk | Team DSM                   |
| Jakob Klahre    | 08-11-2001    | Zwitserland         | ?                          |
| Lorenzo Rinaldi | 01-09-2003    | Italië              | Biesse-Carrera             |
| Arnaud Tendon   | 06-11-2002    | Zwitserland         | Tudor Pro Cycling Team U23 |
| Loris Trastour  | 12-10-2001    | Frankrijk           | Gestopt                    |
| Alex Vogel      | 30-07-1999    | Zwitserland         | ?                          |
| Fabian Weiss    | 11-04-2002    | Zwitserland         | Tudor Pro Cycling Team U23 |

## Overwinningen
| Nationale kampioenschappen wielrennen Zweden – wegwedstrijd: Lucas Eriksson Milaan-Turijn Arvid de Kleijn Région Pays de la Loire Tour Eindklassement: Alexander Kamp Ronde van Sicilië 3e etappe Joël Suter Ronde van Bretagne Eindklassement: Simon Pellaud Bergklassement: Simon Pellaud Ploegenklassement: *1) | Ronde van Hongarije 4e etappe: Yannis Voisard Boucles de la Mayenne 4e etappe: Arvid de Kleijn Ster ZLM Toer 3e etappe: Arvid de Kleijn Ronde van Poitou-Charentes Ploegenklassement: *2) Ronde van Duitsland 4e etappe: Arvid de Kleijn | Ronde van Langkawi 1e etappe: Arvid de Kleijn 6e etappe: Arvid de Kleijn Puntenklassement: Arvid de Kleijn Bergklassement: Simon Pellaud |  |

*1) Ploeg Ronde van Bretagne: Brun, Charrin, Eriksson, Kelemen, Kolze Changizi, Pellaud
*2) Ploeg Ronde van Poitou-Charentes: Charrin, Froidevaux, Kelemen, Kluckers, Pellaud, Süter, Thalmann
2019 · 2020 · 2021 · 2022 · 2023 · 2024 · 2025
Bingoal Pauwels Sauces WB · Bolton Equities Black Spoke · Burgos-BH · Caja Rural-Seguros RGA · EOLO-Kometa · Equipo Kern Pharma · Euskaltel-Euskadi · Green Project-Bardiani-CSF-Faizanè  · Human Powered Health · Israel-Premier Tech · Lotto-Dstny · Q36.5 Pro Cycling Team · Team Corratec · Team Flanders-Baloise · Team Novo Nordisk · Team TotalEnergies · Tudor Pro Cycling Team · Uno-X Pro Cycling Team